# Michael Zenz
Michael Zenz (* 30. September 1945 in Minden, Westfalen) ist ein deutscher Mediziner. Er war Ordinarius für Anästhesiologie, Intensiv- und Schmerztherapie an der Ruhr-Universität Bochum.

## Leben
Michael Zenz legte sein Abitur 1966 am Jesuitenkolleg Mauritius-Gymnasium in Büren ab. Von 1966 bis 1973 studierte er Biologie und Medizin an den Universitäten Köln, Mainz und Marburg.
Im Jahr 1974 wurde er zum Dr. med. an der Johannes Gutenberg-Universität Mainz mit einer Dissertation promoviert, für deren Publikation er im selben Jahr zusammen mit Hans Nolte den ersten Carl-Ludwig-Schleich-Preis der Deutschen Gesellschaft für Anästhesiologie und Intensivmedizin (DGAI) erhielt. Von 1972 bis 1973 war er als wissenschaftliche Hilfskraft am Physiologischen Institut der Philipps-Universität Marburg unter H. Fruhstorfer tätig. Nach zwei Jahren am Bundeswehrzentralkrankenhaus Koblenz (1975–1977) setzte er seine Weiterbildung am Institut für Anästhesiologie der Medizinischen Hochschule Hannover unter E. Kirchner und I. Pichlmayr fort. Er publizierte die jeweils erste deutsche Veröffentlichung zur spinalen Opiat-Analgesie (1980), retardiertem Morphin (1989) und Opioiden bei Nicht-Tumorschmerz (1990). Im Jahr 1981 habilitierte er sich an der Medizinischen Hochschule Hannover, wo er 1979 auch seine Facharztanerkennung für Anästhesie erhalten hatte. In Hannover wurde er 1986 zum außerplanmäßigen Professor ernannt. 1986 nahm er den Ruf auf den neu geschaffenen Lehrstuhl für Anästhesiologie der Ruhr-Universität Bochum an und wurde Direktor der ersten deutschen Universitätsklinik für Anästhesiologie, Intensiv- und Schmerztherapie an den Berufsgenossenschaftlichen Kliniken Bergmannsheil. Von 2001 an war er zusätzlich Direktor der Universitätsklinik für Anästhesiologie, Intensiv- und Schmerztherapie am Knappschaftskrankenhaus Bochum-Langendreer. 2010 wurde Zenz emeritiert.
Zenz war von 1994 bis 2003 Präsident der Sertürner-Gesellschaft und 1995 im Gründungsvorstand (Generalsekretär) der Deutschen Interdisziplinären Vereinigung für Schmerztherapie (DIVS). Von 2003 bis 2007 war Zenz Präsident der Deutschen Gesellschaft zum Studium des Schmerzes (DGSS) und von 1994 bis 2003 ordentliches Mitglied der Arzneimittelkommission der deutschen Ärzteschaft, 2007 Präsident des Deutschen Schmerzkongresses, 2009 Präsident des „6th Congress of EFIC“ in Lissabon, von 2012 bis 2021 der Int. Sylter Palliativtage.
Zenz wurde öffentlich auch bekannt durch das Gutachten zu Mechthild Bach, die wegen Totschlags vor dem Landgericht Hannover angeklagt wurde und sich nach einer Zwischenbilanz des Gerichts mit Morphium das Leben nahm.

## Ehrungen
- 1974 Carl-Ludwig-Schleich-Preis der DGAI
- 1982 Carl-Ludwig-Schleich-Preis der DGAI
- 1997 Rudolf-Frey-Preis der DGAI
- Ehrenmitglied der Sertürner-Gesellschaft
- Ehrenmitglied der Deutschen Schmerzgesellschaft
- Anästhesie-Ehrennadel in Gold der DGAI

## Veröffentlichungen
Von Zenz gibt es über 250 Publikationen überwiegend zu den Themenbereichen akute und chronische Schmerztherapie, Tumorschmerz, Nicht-Tumorschmerz, Opioide, Regionalanästhesie. Über 10 Jahre bis 2003 war Zenz federführender Herausgeber der Zeitschrift „Der Schmerz“.
- mit G. W. Sybrecht und S. Piepenbrock: Einfluß von periduraler Morphin-Analgesie auf den Mundokklussionsdruck und die ventilatorische CO2-Antwort. In: Michael Zenz (Hrsg.): Peridurale Opiat-Analgesie. Fischer, Stuttgart / New York 1981, S. 19 ff.
- mit B. van den Berg und E. van den Berg: Peridurale Morphin-Analgesie und Sympathikusblockade. In: Michael Zenz (Hrsg.): Peridurale Opiat-Analgesie. Fischer, Stuttgart / New York 1981, S. 31 ff.
- als Hrsg.: Peridurale Opiat-Analgesie. Fischer, Stuttgart / New York 1981.
- mit Ilmar Jurna: Lehrbuch Schmerztherapie. 2., neu bearbeitete Auflage. Wissenschaftliche Verlagsgesellschaft, Stuttgart 2001, ISBN 3-8047-1805-1.
- Taschenbuch Schmerztherapie. Wissenschaftliche Verlagsgesellschaft, Stuttgart 1995, ISBN 3-8047-2383-7.
- Schmerztherapie. In: Jürgen Schüttler (Hrsg.): 50 Jahre Deutsche Gesellschaft für Anästhesiologie und Intensivmedizin: Tradition und Innovation. Springer-Verlag, Berlin/Heidelberg/New York 2003, ISBN 3-540-00057-7, S. 286–289.
- mit G. Cunitz, H. Laubenthal und C. Puchstein: Ruhr-Universität Bochum Berufsgenossenschaftliche Kliniken Bergmannsheil, Knappschaftskrankenhaus Bochum-Langendreer, Marienhospital Herne, St. Josef-Hospital Bochum. In: Jürgen Schüttler (Hrsg.): 50 Jahre Deutsche Gesellschaft für Anästhesiologie und Intensivmedizin: Tradition und Innovation. Springer-Verlag, Berlin/Heidelberg/New York 2003, ISBN 3-540-00057-7, S. 352–361.
- mit Michael Strumpf und Anne Willweber-Strumpf: Taschenbuch Schmerztherapie. Bochumer Leitlinien zur Diagnostik und Therapie. 2. Auflage. Wissenschaftliche Verlagsgesellschaft, Stuttgart 2004, ISBN 3-8047-2046-3; weitere Auflage ebenda 2007, ISBN 978-3-8047-1426-7.
- mit Barbara Donner: Schmerz bei Tumorerkrankungen. Wissenschaftliche Verlagsgesellschaft, Stuttgart 2002, ISBN 3-8047-1879-5.